# Gertrude Courtenay
Gertrude Courtenay, markisinna av Exeter, född Blount, död 1558, var en engelsk hovfunktionär.
Hon var dotter till William Blount, 4th Baron Mountjoy och Elisabeth Saye och gift 1519 med Henry Courtenay, 1:e markis av Exeter. Både hennes far och styvmor Inez de Venegas var anställd vid drottning Katarina av Aragoniens hov, och själv blev hon personlig vän till drottningen liksom till prinsessan Maria. Hon var en av de kvinnor som ingick i drottningens följe vid det berömda statsmötet mellan Englands och Frankrikes kungar i Camp du Drap d'Or 1520. 
Gertrude Courtenay utsågs av kungen till gudmor åt prinsessan Elisabet 1533. Eftersom hon var välkänd som en vän till exdrottning Katarina och exprinsessan Maria och motståndare till kungens andra äktenskap, ses detta som en markering från kungens sida. 
Hon arresterades som misstänkt medbrottsling i den så kallade Exeterkonspirationen 1538, och fängslades i Towern med sin make och son. Hennes make avrättades samma år. Hon och hennes son frigavs 1540. 
Hon närvarade ofta vid hovet under Maria I av Englands regeringstid. 